# Therese Albertine Luise Robinson
Therese Albertine Luise Robinson, född von Jakob 26 januari 1797 i Halle, död 13 april 1869 i Hamburg, var en tysk skriftställare, känd under signaturen Talvj (begynnelsebokstäverna i hennes flicknamn). Hon var gift med Edward Robinson.
Therese von Jakob, som vistades i Ryssland 1807–1816, följde, sedan hon 1828 ingått äktenskap, sin make till Amerika samt biträdde honom i hans lärda arbeten. Hon översatte serbiska folkvisor (2 band, 1825–1826; 3:e upplagan 1853) och gjorde sig även sedermera ett namn genom sin förtrogenhet med olika länders folkdiktning. Bland hennes övriga arbeten märks Versuch einer geschichtlichen Charakteristik der Volkslieder germanischer Nationen (1840), Die Unechtheit der Lieder Ossians (samma år) och Historical view of the slavic languages (1834; 2:a upplagan 1850).